# 16704 Taisukekaneko
16704 Taisukekaneko este o planetă minoră (asteroid), cu un diametru de 5,024 km, din centura de asteroizi. A fost descoperită pe 7 martie 1995 la Mount Nyūkasa⁠(d) de Masanori Hirasawa⁠(d). 
Obiectul prezintă o orbită caracterizată de o semiaxă mare de 2,3390679 UAi, o excentricitate de 0,21, o înclinație de 22,86176 ° în raport cu ecliptica.